# Mar di Celebes
Il mar di Celebes (in indonesiano Laut Sulawesi) è una sezione (280 000 km²) dell'oceano Pacifico occidentale, compreso fra Celebes a sud, Borneo a ovest e le isole Sulu e Mindanao a nord. Fa parte del Mediterraneo Australasiatico.
Delimitato a nord dal mar di Sulu e dall'isola di Mindanao, a est dalla catena delle isole Sangihe, a sud da Celebes (Sulawesi) e a ovest dal Borneo, si estende per 675 km da nord a sud per 837 km da est a ovest e occupa una superficie totale di 280.000 km2. Il mare, che si apre a sud-ovest attraverso lo stretto di Makassar fino al mar di Giava, riempie un bacino dai lati ripidi, generalmente a fondo piatto, con oltre la metà della sua area profonda più di 4.000 m, la massima profondità registrata è di 6.220 m.